# Kjell Rasmussen
Kjell Rasmussen (* 5. Oktober 1927 in Trondheim; † 14. Juni 2023 in Asker) war ein norwegischer Diplomat.
Rasmussen erwarb den akademischen Grad magister artium (mag. art.). Seit 1956 war er für das norwegische Außenministerium tätig, unter anderem von 1978 bis 1981 als Protokollchef. Von 1981 bis 1986 amtierte er als norwegischer Botschafter in Griechenland, danach von 1989 bis 1994 in Finnland.
Kjell Rasmussen starb im Juni 2023 im Alter von 95 Jahren in Asker.